# Рус Юсупов
Рус Юсупов (нар. 4 травня 1984) — американський дизайнер і технічний підприємець таджицького походження. Він найбільш відомий як співзасновник Vine, а також як співзасновник і генеральний директор «HQ Trivia».

## Кар'єра

### Рання кар'єра
Юсупов розпочав свою кар'єру як дизайнер цифрових продуктів у компаніях Razorfish і R/GA, де він працював над проєктами, зокрема як головний дизайнер першої версії Hulu.com у 2007 році.

### Vine
У червні 2012 року Юсупов став співзасновником Vine, сервісу циклічного короткого відео. У жовтні 2012 року, незадовго до офіційного запуску сервісу, Vine продали Твіттеру за 30 мільйонів доларів. У 2013 році Vine посіла перше місце в App Store за кількість безкоштовних завантажень та стала найпопулярнішою програмою для обміну відео на ринку на той час. Наприкінці 2015 року Юсупов залишив Твіттер після того, як компанія позбавила Vine пріоритету. Пізніше Юсупов написав у Твіттері: «Не продавайте свою компанію!».

### Intermedia Labs
Після роботи у Твіттері у 2015 році Юсупов став співзасновником студії застосунків Intermedia Labs.
Першим застосунком Intermedia Labs став Hype, платформа, на якій користувачі мали можливість ділитися різноманітним мультимедійним вмістом у прямому ефірі.
Наступні застосунки, розроблені Intermedia Labs, — програма Bounce, яка дозволяє користувачам «реміксувати» відео, і «HQ Trivia» — гра для мобільних телефонів, у якій завдання з'являються щоденно у прямому ефірі.

### «HQ Trivia»
«HQ Trivia» — найуспішніший застосунок, розроблений Intermedia. Реліз відбувся у серпні 2017 року. Кожну трансляцію гри в середньому відвідували 700 000 — 1 000 000 глядачів. «HQ» доступна по всьому світу в iOS App Store і Google Play, а прямі трансляції були націлені на аудиторію Північної Америки, Австралії та Великої Британії.
Застосунок створений у формі живого ігрового шоу, яке транслювалося щодня о 21:00 за східним часом, а іноді й в інший час для спеціальних тематичних випусків (зосереджених на конкретних темах, таких як спорт, музика чи словесні головоломки). Ведучий шоу ставив серію з (зазвичай) дванадцяти питань з трьома варіантами відповідей. Ті гравці, які правильно відповіли в межах 10-секундного ліміту, проходили далі, а решта вибували. Гравці, які правильно відповіли на останнє запитання, ділять між собою грошовий приз. Для більшості ігор приз становив 5000 доларів, але одного разу він сягав 400 000 доларів.
Згідно зі статтею «Дейлі біст» за 2017 рік, Юсупов погрожував звільнити постійного ведучого «HQ» Скотта Роговскі, якщо інтернет-видання опублікує інтерв'ю Роговського. Пізніше Юсупов заявив, що звинувачення були неправдивими. «HQ» закрили 14 лютого 2020 року після припинення фінансування основними інвесторами, а потенційний продаж «відомому бізнесу» зірвався. Через шість тижнів, 29 березня 2020 року, Юсупов написав у Твіттер, що «HQ Trivia» відновлює свою роботу того ж вечора.

## Галузеві нагороди та визнання
Юсупов отримав галузеве визнання, зокрема нагороду «Трайбека» за проривні інновації (2013), нагороду «Вараєті» «Прорив року» (2014), PGA Digital VIP Award (2014), UJA Лідії Варелян за лідерство (2015) і Webby Awards Webby 50 (2015).
«HQ Trivia» отримала нагороду A-Train за найкращу мобільну гру на New York Game Awards 2018. У 2019 році її також номінували на Прайм-тайм премію «Еммі» як видатна інтерактивна програма.
Intermedia Labs є однією з найбільш інноваційних компаній світу за версією Fast Company у 2018 році.. «HQ Trivia» стала фіналістом у категорії «Застосунки та ігри» нагороди Fast Company за інновації в дизайні 2018 року.